# Maidwell
Maidwell is een civil parish in het bestuurlijke gebied Daventry, in het Engelse graafschap Northamptonshire met 429 inwoners.